# 曾用升
曾用升（？—？），字起東，又字時甫，號九虚，廣東潮州府海陽縣登雲都隴美鳳地村人，明朝政治人物。

## 生平
萬曆十三年（1601年）乙酉科舉鄉薦，二十九年（1601年）辛丑科进士，户部觀政，三十年授行人司行人，三十三年行取，三十六年八月授雲南道御史，三十七年巡按河南，四十一年升湖广副使，四十二年復除江西副使，天啓二年升尚寶司少卿，六年丁憂，崇祯二年京察。

## 家族
曾祖曾继宗，字世源，號槐菴。祖曾球，嘉靖乙卯舉人，泉州府通判；父曾国福。